# 唯一繼承者
《唯一繼承者》（英語：Taste of Love），2015年TVBS歡樂台第七部原創概念劇，為台視周五優質戲劇，由張睿家、宋芸樺、楊晴、戴祖雄領銜主演。於2015年8月開鏡。2015年10月16日起每週五晚間10點，於台視首播，2015年10月17日起每週六晚間10點於TVBS歡樂台及LINE TV（页面存档备份，存于）同步播出。劇末播出《甜點時間》，以幕後訪問和漏網鏡頭為主。而在戲劇官網和臉書專頁，也有推出《味道繼承者》，紀錄關於劇中菜餚在台灣某一餐廳或民族，面臨失傳危機的紀錄片。2015年12月22日全劇殺青。台視綜合台2019年10月28日每週一至週五晚間10點重播。

## 播出時間

### 首播
| 頻道                          | 所在地                                                  | 播映日期       | 播出時間                   |
| ----------------------------- | ------------------------------------------------------- | -------------- | -------------------------- |
| 台視主頻                      | 臺灣                                                    | 2015年10月16日 | 每週五 22:00-23:30         |
| TVBS歡樂台                    | 臺灣                                                    | 2015年10月17日 | 每週六 22:00-23:30         |
| LINE TV（页面存档备份，存于） | 臺灣                                                    | 2015年10月17日 | 每週六 22:00               |
| TVB8                          | 香港                                                    | 2015年10月25日 | 每週日 20:00-21:30         |
| 華語劇台                      | 香港                                                    | 2015年10月31日 | 每週六 13:00-14:30         |
| 佳樂台                        | 新加坡                                                  | 2016年7月11日  | 星期一至五22:50            |
| J2                            | 香港                                                    | 2016年12月1日  | 每週一至週五 19:00 - 20:00 |
| TVBS-Asia                     | 香港 · 澳門 · 菲律賓 · 新加坡 · 马来西亚 · 印度尼西亞 · | 2023年8月18日  | 每週一至週五 20:00 - 21:00 |

### 重播
| 頻道        | 所在地 | 播映日期       | 播出時間                           |
| ----------- | ------ | -------------- | ---------------------------------- |
| 台視主頻    | 臺灣   | 2015年10月18日 | 每週日 23:45-01:15                 |
| 台視主頻    | 臺灣   | 2015年10月22日 | 每週四 22:00-23:30                 |
| 台視主頻    | 臺灣   | 2015年10月23日 | 每週五 15:05-16:40                 |
| 台視主頻    | 臺灣   | 2015年10月24日 | 每週六 13:00-14:30                 |
| 台視綜合台  | 臺灣   | 2019年10月28日 | 每週一至週五 22:00-23:30           |
| TVBS歡樂台  | 臺灣   | 2015年10月18日 | 每週日 13:00-14:30                 |
| TVBS歡樂台  | 臺灣   | 2015年10月18日 | 每週日 23:00-24:30                 |
| TVB華語劇台 | 香港   | 2015年10月31日 | 每週六 16:30-17:50                 |
| TVB華語劇台 | 香港   | 2015年10月31日 | 每週六 20:00-21:30                 |
| TVB華語劇台 | 香港   | 2015年10月31日 | 每週六 23:30-01:00                 |
| J2          | 香港   | 2016年12月2日  | 每週二至週五及下週一 12:00 - 13:00 |
| 翡翠台      | 香港   | 2019年10月21日 | 每週一（週日深夜）01:50 - 03:35    |

## 演員列表

### 主要演員
| 演員             | 角色               | 粵語配音 | 介紹 | 登場集數 |
| 張睿家           | 文風 （Chris）     | 曹啟謙   | 29歲，澳門人，擅長粵菜，文記酒家二少爺，文義同母異父的弟弟、莫少風的親生兒子，侍應主管和營運經理，文義從小亡父（名“文柳”），功利主義者、資本主義者。十一年前跟夏巧靈分手，曾經跟她在美國紐約留學。第六集以中韓合併的炸醬麵擊敗葉筱荷，但其實是她棄權讓賽，讓文風從林董得到重要線索。第七集幫夏巧靈做菜。喜歡重口味加工食物，但第十集透露：他其實只是迎合商業需求。在第十三集，發現自己其實從小，已開始漸漸失去味覺，偶爾會完全失靈，但文義、姜新美等人一直毫不知情，一直覺得他的味覺比他敏銳，也因此在美國讀經濟學。後來發現他跟萬能師一樣：很會修東西，和非常注重整理。第十四集，假裝跟巧靈復合，因為以為葉筱荷是自己的妹妹而停止交往。第十五集，以新的燒鵝醬汁配方擊敗文義仿造的舊配方，但也以舊配方恢復自己的味覺，更把兩人的配方混合，成為改良版配方。後因知道筱荷不是自己妹妹後，而和筱荷求婚。 | 全劇     |
| 宋芸樺（Vivian） | 葉筱荷 （筱荷葉）  | 凌晞     | 26歲，台灣苗栗紅藜村人，喜鴻旅行社的導遊，也是文風的台語翻譯員，綽號“筱荷葉”（小荷葉），覺得食物可以撫慰人心，有食譜知識， 目前已跟前男友高柏宇分手，但依然沒有告知萬能師。她也代替白墨，成為“美好食光”素人代表，在第一回合擊敗文風。在第二回合以混搭式海苔卷，也成功為自己的作品辯護，但後來棄賽，讓文風從林董得到重要線索。第九集車子拋錨，卻買到紅藜竹筒飯，但紅藜村卻沒有種植。原以為文風不要她，而要跟沈君澔結婚，結果因為一些意外又跟文風在一起，後來接受文風的求婚。 | 全劇     |
| 楊晴             | 夏巧靈 （Charlie） | 張頌欣   | 30歲，台灣苗栗紅藜村人，「美好食光」製作人。工作狂，只覺得食物是身體的燃料，而『吃飯』只是一種形式。會廢寢忘食；腸胃不好，第十二集訛稱得胃癌，但其實得慢性胃炎。被沈君澔認為是“味覺殘障”和病態，而文風覺得：因為她狼吞虎咽，沒有慢慢品嚐食物，所以不懂得吃，不適合當美食主持。曾經跟文風在美國紐約留學、交往，也墮胎，但對他依然念念不忘。在第六、七集，因為文風要找她媽媽，卻他不知道母親已故，而“水月閣”的員工名單被阿土伯保管，所以如果文風不幫她打敗葉筱荷，他得自己問他拿出員工名單。第十集讓沈君澔幫她找食材後絕交。其實她害怕失去工作，也因為父母家境不好，只能憑實力證明自己。第十二集騙葉筱荷說她得了胃癌，要葉筱荷與沈君澔結婚。第十三集以健康理由辭職。在經過一連串的事情、以及其姊姊靜怡的開導後，發現自己其實喜歡君澔。                                                                 | 全劇     |
| 戴祖雄（Hero）   | 沈君澔             | 張裕東   | 32歲，台灣苗栗紅藜村人，夏巧靈的青梅竹馬。與夏巧靈和葉筱荷在同個家鄉長大。家中獨子，放棄外商公司主管工作，成為 Buono Bella 法國餐廳的廚房經理，嗅覺和味覺靈敏。第七集，為了方便來回Buono Bella 而搬家，卻成為夏巧靈的鄰居。回到Buono Bella工作時，發現肉湯加入華李尼鹿肉湯粉，因為葉筱荷剛好要用該公司產品比賽，但因為父母的干涉，成功遊說Ken硬著心腸把他解僱，沈君澔繼而離家出走。第十集幫夏巧靈找食材後回家。第十一集，成為“美好食光”計劃顧問，但他堅持義務幫忙。第十三集在夏巧靈酒醉說夢話得知，她騙葉筱荷說她得了胃癌。第十四集構思團飯網購生意。第十五集出國深造廚藝。 | 全劇     |

### 其他演員
| 演員   | 角色              | 粵語配音 | 介紹 | 登場集數                |
| 尹昭德 | 莫少風 （萬能師） | 張錦江   | 葉筱荷、魯鼻和文義的養父，菜農，現為“山芙蓉”農村民宿老闆，前“水月閣”員工和租客，曾跟姜新美相戀，也跟她是“文記燒鵝醬汁”研製人。招牌菜：“天然手工豆腐乳”、“蔭瓜虱目魚”、、“豬油拌飯”、“三杯雞”」，也是姜新美的家常菜，而“三杯雞”更是姜新美最喜歡的菜（後來，文風和葉筱荷也成功仿製）。還以為葉筱荷跟高柏宇快要結婚，把農場抵押，直到第六集才發現。雖然廚藝萬能，卻是3C白痴。父親因為開始在農田灑農藥，已故，而萬能師也開始堅持有機農作。第十四集透露他跟姜新美的關係，也隻身到澳門探望她。第15集，姜新美甦醒，發現自己是文風的親生父親。 | 2-8、10-15              |
| 小戽斗 | 夏金土 （阿土伯） | 陳永信   | 夏巧靈之父。思想守舊。以為文風是夏靜怡的情夫而追打他，令他撞昏。第4集，幫葉筱荷欺負文風，要他在農田幹活，卻在回家途中被黑道追捕，阿雄因為屬下差點撞傷阿土伯而道歉。在第7集，擁有“水月閣”的員工名單，但跟夏巧靈鬧翻，所以不透露資料。第8集，在整理妻子遺物時找到靜怡的薪水袋和“水月閣”的員工名單。 | 2-4、6-8、11            |
| 李之勤 | 姜新美            | 黃玉娟   | 「文記燒鵝」創辦人，文風、文義之母。因為突然昏倒而長期昏迷，令“天堂之露”—— 燒鵝的特別醬汁失傳。其它家常菜：“豬油拌飯”、“老菜脯魚湯”。在第十四集，當文義到醫院賠罪時，她的情況依然沒有好轉。後來被發現在“水月閣”當過侍應。第十五集終於甦醒，更透露萬能師是文風的親生父親，但也怕文義一出生就沒有父親，所以跟文柳貌合神離，假裝複合重婚，直到文柳過世。澳門“文記”被迫放賣後，姜新美決定把醬汁配方傳授給文風和文義，讓他們在香港大排檔重新起業。但兩兄弟的比賽後，卻調製更好的配方。自己退休，搬到紅藜村跟萬能師住。 | 1，2-3（回憶裡）、14-15 |
| 王自強 | 沈俊明            | 馮志輝   | 紅藜村村長，跟香香姨是雜貨店和麵攤老闆。沈君澔之父。第五集把幫沈君澔結婚的錢領光，借給萬能師，後來被香香姨發現，所以訛稱自己炒股票失敗而被罰，其實他對股票一竅不通。第8集發現他曾是“水月閣”員工。 | 2-13、15                |
| 阿嬌   | 香香姨            | 謝潔貞   | 沈君澔之母，非常不願意沈君澔放棄優厚工作，當廚房助理，令她不能再介紹他相親。跟阿雄的亡妻是好姐妹，也因此讓文風和葉筱荷停止被阿雄手下追殺。招牌菜：「辣蘿蔔乾」、滷味。生性多疑。 | 2-11                    |
| 王家梁 | 文義              | 李致林   | 澳門人，文風同母異父的哥哥，「文記燒鵝」副主廚。因為姜新美病倒，他倉促地仿造醬汁，製成燒鵝給客人，但他們發覺味道有變，而非常不滿意，燒鵝餐廳逼迫停賣燒鵝。第七集想把文記轉型，暫時不做粵菜，而在翻食譜，但也不肯暫時停業。第8集收到疑似是醬料配方，但完全不是真正配方。對文風越來越不信任。第十一集，來自台灣的食材將運抵澳門，讓文記的新菜單可以大肆宣傳。第十二集，透露銀行不願意借錢，而文記早已欠下巨款，但債權人是他媽媽，所以雙方都束手無策。但招牌叉燒的銷量越來越好，卻只是炒作。第十三集把海平解僱，第十四集，因為財務問題嚴重，令文記被迫停業。第十五集，在他還沒酒醒時，到醫院探望媽媽，但後來要挾文風，要他比燒鵝醬汁的 | 1-4、6-9、11-15         |
| 廖亦崟 | 高柏宇            | 李凱傑   | 葉筱荷的前男友，Ken 的老同學，“艾斯福德冷凍食品公司”負責人，不喜歡大費周章地把錢花在食物上，被文風發現他有外遇， 繼而趕葉筱荷出門。第四集想復合，卻被文風勸阻。第七集代公司邀請夏巧靈和葉筱荷成為即時食品代言人，也讓她們進行比賽，也成為“美好食光”外賽，也跟葉筱荷求婚。第8集，葉筱荷決意退賽，也不想成為代言人，凸顯她從農場長大，接觸天然食品的分別，第九集透露他從海平得到文記醬汁的手本，及後讓文義和文風真正跟艾斯福德合作，製作急凍版文記燒鵝，但也因此欠文風的債。第十三集，因為文記燒鵝醬汁配方依然沒有效果而被解僱，繼而把 Ken摔下。第15集，把筱荷當人質。但因為文風用右手把刀子壓住，假裝被刺殺，而被警察逮捕。 | 1、4、7-15              |
| 百白   | 魯鼻 （Ruby）     | 何晶晶   | 葉筱荷姊妹，台北大潤發店經理，性格大剌剌，喜歡看摔角和閱讀愛情小說，是葉筱荷的愛情軍師，但其實沒有談過戀愛。單戀文風，其實知道他喜歡葉筱荷，也被萬能師發現。 | 2-4、6-8、10-11、13-15  |
| 鄭家榆 | 夏靜怡            | 吳羨婷   | 夏巧靈之姐，阿土伯的長女。因為與丈夫離婚，而嚇壞阿土伯，他召回夏巧靈求救。咖啡店老闆，因為她離過婚，而紅藜村村民思想傳統、守舊，所以魯鼻在第6集透露：任何人都不可以到那裡消費，連香香姨也不想她為滿月酒。但經過沈君澔的幫助下大獲好評。招牌菜：「香菇豬油拌飯」。夏靜怡為了供家裡唯一讀書好的巧靈上學，跟父母成為果農。 | 2-4、6-8、11、15        |
| 狄志杰 | 張揚              | 雷霆     | 「美好食光」節目監製，把 James革職。只在意結果，在第四集催促夏巧靈把台長交代的任務——挽救Buono Bella——的進度。第七集發現他急功好利，卻不信任員工，而被台長暗嗆。第十一集把夏巧靈換掉，深怕她的新主意達不到調高收視率的功效。 | 1-4、7、11-12           |
| 李易   | Ken               | 陳卓智   | 30歲，曾姓，沈君澔的同事和唯一的朋友，高柏宇的老同學，Buono Bella 意大利餐廳主廚，覺得美食部落客的評論完全不負責任。第五集明白一個人過生日的痛苦，也終於令美食部落客改觀。第七集，被沈君澔發現牛肉高湯加入人工湯粉，決定停業半天，但卻也把他解僱。第八集，因為沈君澔依然照常上班，所以 Ken 下令不能讓他在餐館外幫忙。令沈君澔非常不忿，決意在餐館外守候，直至 Ken 道出他被解僱的原因。翌日承認他即使有當廚師的能耐，根本沒有當廚師的天份。其實是被沈君澔的父母遊說把他解僱，但味覺靈敏的他確定辣蘿蔔乾味道不同而拆穿他們。第十一集，稱夏巧靈為“總司令”，希望沈君澔放棄巧靈。因為高柏宇不會做菜，當高柏宇擁有文記燒鵝醬汁配方時，讓他幫忙調配，但拆穿柏宇是由海平調配，柏宇敗事後把他用車子撞傷。 | 1-5、7-9、11-14         |
| 李銓   | 羅海平            | 李鎮然   | “文記燒鵝”掌廚之一，很希望文義成為接班人，因為文風不是廚師，完全不了解他們的苦況。在第七集，也因為文風留台一個多月，依然進展緩慢，更覺得他已忘記本來目的。第8集，文義收到疑似是醬料配方，但完全不是真正配方。第9集，海平其實把真正配方分給高柏宇和Ken，想私吞文記，繼而自立門戶。第十一集，來自台灣的食材將運抵澳門，讓文記的新菜單可以大肆宣傳，但他擔心有資金問題。後來，新菜單上市後，未能吸引老顧客回店光顧。 但文義的解釋，是因為燒鵝停止售賣後，已削減商業優勢，所以文記要把價格回歸“平民化”，重歸“大排檔”起家時的價格，但也承認：其實新客人的消費能力和素質比老客人差很多，也因此而未能改善文記的財政狀況。第十三集，承認有偷醬汁配方，因為妹妹已去世，把原本的醫藥費炒股票，卻賠光。但因為把醬汁配方賣給高柏宇後，自以為筆記的最後一頁是正確配方，令Ken，高柏宇白忙一趟。賠罪後，被文義解僱。第十五集，在“燒鵝醬汁”比賽，卻讓他成為助手。 | 1-2、7-9、11-15         |

### 客串演出
| 演員   | 角色              | 粵語配音 | 介紹 | 登場集數      |
| 乾德門 | 林東 （林董）     | 張炳強   | 餐飲界傳奇人物。「水月閣」前傳奇廚藝老師/老闆/老饕。在新竹做辦桌外燴，但也令新竹裡其他“林董”們聞風喪膽，因為雄哥一聲下令。第四集透露當時懷孕的姜新美曾經到水月閣找人，卻失敗。曾經頒獎給小時候的文風，覺得事情不大對勁。 後來成為《美好食光》濟州島站評審，也因此利誘文風參賽，只要文風在第二回合勝出，就會再透露資料。第十四集勸萬能師到澳門探望姜新美。第十五集到澳門當文風、文義“燒鵝醬汁”對決的評審之一， 其實早已發覺文風的味覺有問題。 | 3-6、9、14-15 |
| 余妮   | 宋嘉嘉            | 何寶珊   | 夏巧靈的節目助理，「美好食光」執行製作人。第十二集夏巧靈被貶職，成為製作助理。 | 1-3、7、11-12 |
| 游艾迪 | Kim               | 曾秀清   | 澳門人，喜歡文風，在大三巴附近街旁以大海報，和在西灣大橋求婚，但被拒絕。 | 1             |
| 大文   | 拍拍              | 羅孔柔   | 濟州島導遊，也是“美好食光”新一季代班外景主持人。在第七集幕後花絮透露本人有持CPR執照。 | 5-6           |
| 梅若穎 | 白墨              | 曾佩儀   | 暢銷作家，因為嘉嘉只對文風服務，白墨誤以為葉筱荷是新來的助理，但因為對榛果過敏，喝下榛果咖啡後產生嚴重過敏反應而送院。 | 2             |
| 朱進新 | 阿雄              | 葉振聲   | 黑道老大，“水月閣”林董債主，是美玉的亡夫，而美玉是香香姨的姐妹淘，也跟村長、文風和葉筱荷道歉，但依然不放過林董。最喜歡美玉的老菜脯（陳年蘿蔔乾）雞湯。 | 3、4          |
| 王淮仲 | 美食部落客        | 鍾見麟   | 因為偶然之間給予許多餐廳負評而讓網友大受好評，卻反而讓身邊的朋友越來越少。曾經把Buono Bella 意大利餐廳撂下惡評，但再次品評時依然沒有改觀，也依然沒有對Ken交代任何原因。之後因生日獨自造訪，感受到餐廳為他慶生的人情味而終於給了好評價。 | 3             |
| 王淮仲 | 美食部落客        | 鍾見麟   | 因為偶然之間給予許多餐廳負評而讓網友大受好評，卻反而讓身邊的朋友越來越少。曾經把Buono Bella 意大利餐廳撂下惡評，但再次品評時依然沒有改觀，也依然沒有對Ken交代任何原因。之後因生日獨自造訪，感受到餐廳為他慶生的人情味而終於給了好評價。 | 5             |
| 姜育花 | 金三順 （金奶奶） | 伍秀霞   | 韓籍華僑，韓國知名美食評論家。突然跟林董比較韓國和中國與台灣食材的品質，其實她並不討厭中國菜，只是因為跟丈夫離婚，所以對林董出氣。在第六集，被葉筱荷無意戳中要害，自己也是不韓不中的混搭人，由也為了迎合在地人，而作在地菜，卻因為不夠道地，兩邊都不討好，所以放棄當廚師，個性、評論也變得一面倒，但其實想把勝利賜給葉筱荷。 |               |
| 姜育花 | 金三順 （金奶奶） | 伍秀霞   | 韓籍華僑，韓國知名美食評論家。突然跟林董比較韓國和中國與台灣食材的品質，其實她並不討厭中國菜，只是因為跟丈夫離婚，所以對林董出氣。在第六集，被葉筱荷無意戳中要害，自己也是不韓不中的混搭人，由也為了迎合在地人，而作在地菜，卻因為不夠道地，兩邊都不討好，所以放棄當廚師，個性、評論也變得一面倒，但其實想把勝利賜給葉筱荷。 | 6             |
| 顏嘉樂 | 台長              | 曾佩儀   | 夏巧靈工作的iTV電視台台長，想把夏巧靈成為幕前藝人。其實想把監製革職。 | 7、11         |
| 邱志宇 | 范先生            |          | 大陸來台拍攝婚紗的遊客，交往九年，卻遲遲沒有正式結婚，深愛患有胰臟腫瘤的太太，兩人鶼鰈情深感動葉筱荷與文風。 | 10            |
| 唐豐   | 劉平              |          | 方水木的試管兒子，因為方水木是同性戀。當他找到父親時，方水木已病危，在方水木的遺物裡，有一張跟姜新美密盒裡那張一模一樣明信片，但寫信人的筆跡是萬能師的。 | 12            |
| 張晉豪 | James             | 李鎮然   | 美好時光節目執行製作人,夏巧靈主管 | 1             |

## 電視劇歌曲
| 曲別        | 歌名         | 演唱者 | 作詞           | 作曲           | 備註           |
| 片頭曲      | 風起         | 朱俐靜 | 雷應婕         | 雷應婕         |                |
| 片尾曲/插曲 | 等一個人到老 | 陳彥允 | 陳彥允         | 陳彥允         | 第一集～第七集 |
| 片尾曲/插曲 | My way       | 朱俐靜 | 陳彥允、陳又齊 | 陳彥允、陳又齊 | 第八集～至今   |
| 插曲        | 陌生的地方   | 陳彥允 | 陳彥允         | 陳彥允         |                |
| 插曲        | By my side   | 畢書盡 | 天才           | 畢書盡         |                |
| 插曲        | I wanna say  | 畢書盡 | 畢書盡、天才   | 畢書盡、天才   |                |
| 插曲        | 相愛的模樣   | 朱俐靜 | 深白色         | 深白色         |                |
| 插曲        | 以為我可以   | 朱俐靜 | 陳又齊         | 陳又齊         |                |

## 收視率

### 週五晚間首播
| 日期           | 集數       | 收視率 | 收視排名 | 備註                      |
| -------------- | ---------- | ------ | -------- | ------------------------- |
| 2015年10月16日 | 1          | 0.61   | 4        | 每週五晚上10點首播        |
| 2015年10月23日 | 2          | 0.97   | 3        | 收視率成長6成             |
| 2015年10月30日 | 3          | 0.48   | 3        |                           |
| 2015年11月6日  | 4          | 0.47   | 3        |                           |
| 2015年11月13日 | 5          | 0.48   | 3        |                           |
| 2015年11月20日 | 6          | －     | －       |                           |
| 2015年11月27日 | 7          | －     | －       |                           |
| 2015年12月4日  | 8          | －     | －       |                           |
| 2015年12月11日 | 9          | －     | －       |                           |
| 2015年12月18日 | 10         | －     | －       | 改由 We Made 本味誠現贊助 |
| 2015年12月25日 | 11         | －     | －       |                           |
| 2016年1月1日   | 12         | －     | －       |                           |
| 2016年1月8日   | 13         | －     | －       |                           |
| 2016年1月15日  | 14         | －     | －       |                           |
| 2016年1月22日  | 15         | －     | －       | 最終回                    |
| 平均收視率     | 平均收視率 | 0.6    |          |                           |

- 同時段偶像劇：民視：《廉政英雄》、三立臺灣台：《思慕的人》、三立都會台：《料理高校生》/《1989一念間》
- 由AGB尼爾森調查，調查範圍是四歲以上收看電視之觀眾。

## 製作團隊
- 導演：陳東漢、姜瑞智
- 編劇：咖啡因、郭世偉
- 原創故事：TVBS編劇營
- 製作人：劉思銘、戴天易
- 製作公司：聯意製作股份有限公司
- 台視、TVBS歡樂台冠名贊助單位：大誠保險經紀人、We Made 本味誠現
- 置入贊助：大潤發 （也是“美食時光”素人第一回合場地，和魯鼻工作的地方）、復興航空 （也是“美食時光”贊助商）、YOLO化妝品、HTC、樂天信用卡、EAGLE、喜鴻假期。

## 拍攝場景
- 臺灣
  - 台北市內湖大潤發
  - 台北市中正寶藏巖
  - 台北市士林陽明山
  - 新北市三峽老街
  - 新北市淡水區漁人碼頭
  - 新北市萬里區白宮行館
  - 台灣桃園國際機場
  - 桃園市桃園創新技術學院
  - 桃園市晶悅國際飯店（原桃園大飯店）
  - 新竹縣北埔老街
  - 新竹縣湖口老街百年歲月創意餐坊
  - 新竹縣湖口老街香草花園咖啡廳
  - 新竹市Buono Bella義大利餐廳
  - 宜蘭縣三星張宅
  - 南庄大橋
  - 寧夏夜市
- 澳門
  - 澳門國際機場
  - 大三巴牌坊
  - 萊斯酒店
  - 澳門漁人碼頭
  - 望德堂坊
  - 戀愛巷
  - 路氹城
    - 路環安德魯餅店
    - 聖方濟各堂
    - 路環漢記茶餐廳
    - 氹仔龍環葡韻住宅式博物館
    - 恆友咖哩魚蛋（氹仔南灣新店）
    - 澳門氹仔大利來記豬扒包
    - 氹仔莫義記貓山王榴槤雪糕大菜糕
    - 氹仔西灣大橋和河濱公園
    - 氹仔買賣街
- - 濟州國際機場
  - 日出峰
  - 漢拏山
  - 漢拏山國立公園
- 中国
  - 湖南張家界
  - 天門山
- 香港
  - 油尖旺區
    - 油麻地北海街
    - 旺角山東街

## 《味道繼承者》內容一覽
- 台式炒米粉
- 老菜脯湯
- 紅藜米
- 滷肉飯
- 蔭瓜虱目魚

## 外部連結
- 官方网站－TVBS
- 官方网站－台視
- 官方网站－香港無綫電視
- 唯一繼承者的Facebook專頁
- 唯一繼承者LINE TV頻道（页面存档备份，存于）

| 臺灣 台視主頻 周五優質戲劇                | 臺灣 台視主頻 周五優質戲劇                   | 臺灣 台視主頻 周五優質戲劇 |
| ----------------------------------------- | -------------------------------------------- | -------------------------- |
|                                           | 唯一繼承者 （2015年10月16日－2016年1月22日） |                            |
| 麻醉風暴 （2015年9月25日－2015年10月9日） | 幸福不二家 （2016年1月29日－2016年5月27日）  |                            |

| 臺灣 TVBS歡樂台 每週六 22:00 - 23:30       | 臺灣 TVBS歡樂台 每週六 22:00 - 23:30         | 臺灣 TVBS歡樂台 每週六 22:00 - 23:30 |
| ------------------------------------------ | -------------------------------------------- | ------------------------------------ |
|                                            | 唯一繼承者 （2015年10月17日－2016年1月23日） |                                      |
| 麻醉風暴 （2015年9月26日－2015年10月10日） | 幸福不二家 （2016年1月30日－2016年5月28日）  |                                      |

| 香港 TVB8 每週日 20:00 - 21:30              | 香港 TVB8 每週日 20:00 - 21:30               | 香港 TVB8 每週日 20:00 - 21:30 |
| ------------------------------------------- | -------------------------------------------- | ------------------------------ |
|                                             | 唯一繼承者 （2015年10月25日－2016年1月31日） |                                |
| 哇！陳怡君 （2015年6月7日－2015年10月18日） | 未定 （2016年2月7日－2016年）                |                                |

| 香港 華語劇台 每週六 13:00 - 14:30、16:30 - 17:55、20:00 - 21:30及23:30 - 01:00 | 香港 華語劇台 每週六 13:00 - 14:30、16:30 - 17:55、20:00 - 21:30及23:30 - 01:00 | 香港 華語劇台 每週六 13:00 - 14:30、16:30 - 17:55、20:00 - 21:30及23:30 - 01:00 |
| ------------------------------------------------------------------------------- | ------------------------------------------------------------------------------- | ------------------------------------------------------------------------------- |
|                                                                                 | 唯一繼承者 （2015年10月31日－2016年2月6日）                                     |                                                                                 |
| 喜歡·一個人 （2015年7月4日－2015年10月24日）                                    | 俏摩女搶頭婚 （2016年2月13日－2016年4月30日）                                   |                                                                                 |
| 香港 無綫電視J2 每週一至五 19:00 - 20:00（如當日為賽馬日將會暫停播放）          |                                                                                 |                                                                                 |
| 後菜鳥的燦爛時代 （2016年10月11日－2016年11月29日）                             | 唯一繼承者 （2016年12月1日－2017年1月9日）                                      | 微微一笑很傾城 （2017年1月10日－2017年3月2日）                                  |
| 香港 無綫電視翡翠台 星期一（星期日深夜）01:50-03:35 · （2019年12月9日暫停播出） |                                                                                 |                                                                                 |
| 愛上哥們 （2019.07.08 - 2019.10.14）                                            | 唯一繼承者 （2019.10.21 - 2020.01.13）                                          | 狼王子 （2020.01.19 - 2020.05.03）                                              |
| 香港無綫電視翡翠台 星期六、日 02:15-03:15                                       |                                                                                 |                                                                                 |
| 一千零一夜 （2021.12.05 - 2022.05.22）                                          | 唯一繼承者 （2022.05.23 － 2022.08.14）                                         | 勇往直前戀上你 （2022.08.15 - 2022.12.11）                                      |

| 新加坡 佳乐台“11点人气剧”剧场 星期一至五 22:50 | 新加坡 佳乐台“11点人气剧”剧场 星期一至五 22:50 | 新加坡 佳乐台“11点人气剧”剧场 星期一至五 22:50 |
| ---------------------------------------------- | ---------------------------------------------- | ---------------------------------------------- |
|                                                | 唯一继承者 (2016年7月11日-8月11日)             |                                                |
| 大好时光 （2016年5月18日-7月8日）              | 舞吧舞吧在一起 （2016年8月12日－）             |                                                |

| 香港、 澳門、 菲律賓、 新加坡、 马来西亚、 印度尼西亞、 · TVBS-Asia 每週一至五 20:00 - 21:00 | 香港、 澳門、 菲律賓、 新加坡、 马来西亚、 印度尼西亞、 · TVBS-Asia 每週一至五 20:00 - 21:00 | 香港、 澳門、 菲律賓、 新加坡、 马来西亚、 印度尼西亞、 · TVBS-Asia 每週一至五 20:00 - 21:00 |
| -------------------------------------------------------------------------------------------- | -------------------------------------------------------------------------------------------- | -------------------------------------------------------------------------------------------- |
|                                                                                              | 唯一继承者 （2023年8月18日 -2023年9月20日）                                                  |                                                                                              |
| 16个夏天 （2023年7月13日 - 2023年8月17日)                                                    | A咖的路 (2023年9月21日 - 2023年10月）                                                        |                                                                                              |